# 아메린드어족

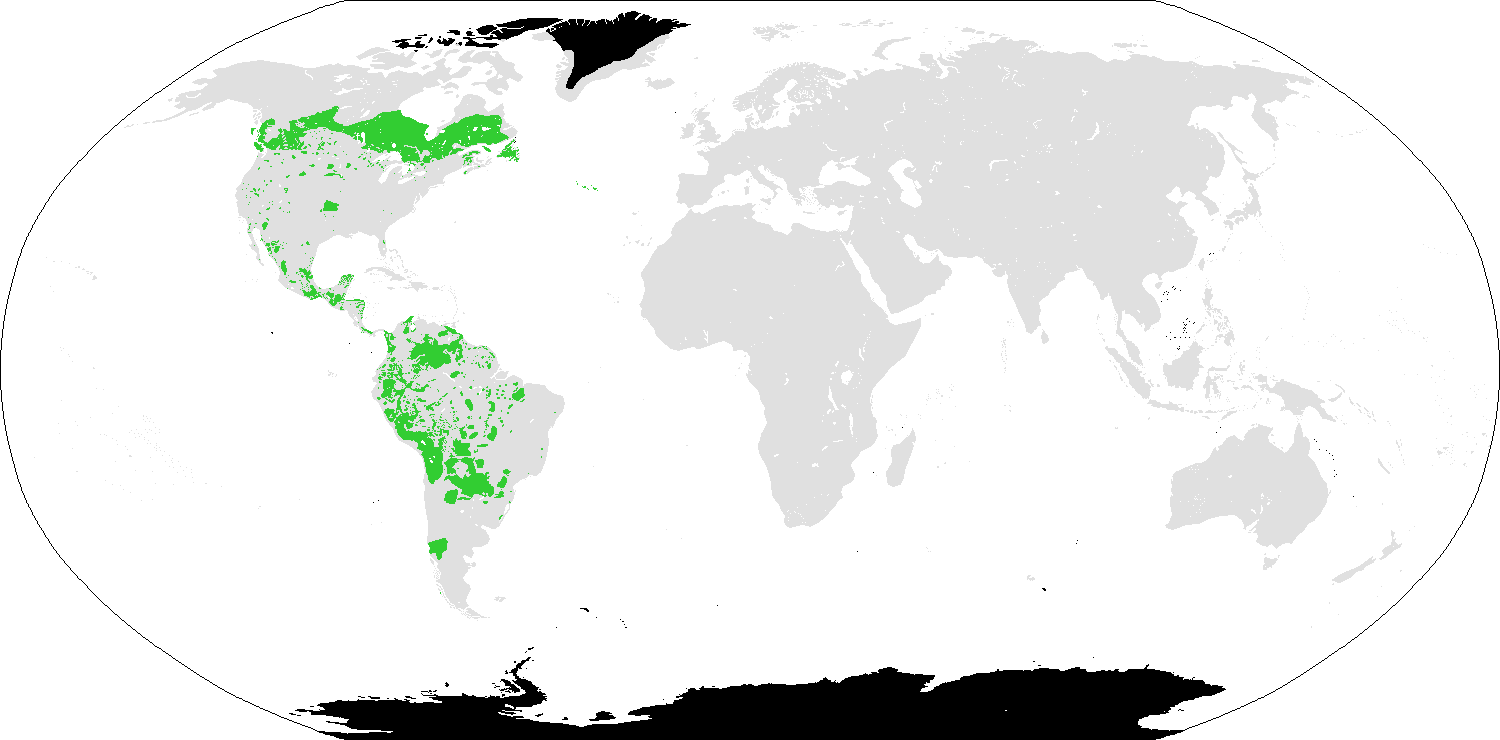
제안된 아메린드어족의 분포

아메린드어족(Amerind languages)은 조지프 그린버그가 1960년 제창하여 그의 제자 메릿 룰렌이 발전시킨 가설적 대어족으로, 그린버그의 주장에 따르면 에스키모알류트어족과 나데네어족을 제외한 모든 아메리카 원주민 언어가 속하는 어족이다. 1987년 그린버그가 쓴 《아메리카 대륙의 언어》(Language in the Americas)에서 정리되었으나 대량 비교 방법론에 대한 논란으로 대부분의 역사언어학자에게는 받아들여지지 않고 있다.
종종 "아메린드 언어"라는 표현은 계통적 연관성을 가정하지 않고도 아메리카의 다양한 토착 언어를 통틀어 가리키는 데 사용된다. 이 모호함을 피하기 위해 아메린디안어족(Amerindian)이라는 표현이 쓰이기도 한다.

## 연구사
일찍이 에드워드 사피어가 아메리카의 모든 언어가 연관되어 있을 수 있다는 생각을 가진 바 있으며, 특히 1인칭 형태에 접두사 n-이 보편적으로 붙는다는 사실이 이를 뒷받침했다. 1939년 사피어가 사망한 이후 학자들은 대규모의 유전적 관계를 받아들이는 학파와 분류에 엄격한 기준을 요구하는 학파로 나뉘었다. 전자에 속한 조지프 그린버그는 북미 언어에 대한 사피어의 작업과 남미 언어에 대한 폴 리베(Paul Rivet)의 작업을 기반으로 아메리카 원주민 언어를 분류하려 시도했다.

## 분류
1960년 제안된 가설적 분류는 다음과 같다.
- 알모산-케레수어족
- 호카어족
- 펜우티어족 (확대 마야어족 포함)
- 아즈텍-타노어족
- 오토-망게어족
- 푸레페차어
- 확대 치브차어족
  - 치브차어족
  - 파에스어족
- 안데스-적도어족
- 제-파노-카리브어족

## 같이 보기
- 대어족
- 조지프 그린버그